# 28638 Joywang
28638 Joywang è un asteroide della fascia principale. Scoperto nel 2000, presenta un'orbita caratterizzata da un semiasse maggiore pari a 2,6631155 UA e da un'eccentricità di 0,1415455, inclinata di 1,17743° rispetto all'eclittica.